# Choroba Zalewu Wiślanego
Choroba Zalewu Wiślanego, choroba Haff, choroba Yuksov-Sartlan (ang. Haff disease) – schorzenie związane z uszkodzeniem komórek mięśniowych po spożyciu niektórych gatunków ryb i skorupiaków. 
Objawy są zależne od dawki przyjętej toksyny oraz indywidualnej podatności, przy czym znane przypadki zachorowań wystąpiły po spożyciu dużej ilości ryb w krótkim czasie. W przebiegu choroby uszkodzona tkanka mięśniowa uwalnia mioglobinę, co może spowodować uszkodzenie nerek. Objawy choroby pojawiają się zazwyczaj w ciągu 24 godzin od spożycia (średnio 8 h) i obejmują przeczulicę skóry, tkliwość mięśni, ich intensywny ból i sztywność i ból w klatce piersiowej, drętwienie ud lub całego ciała, zmniejszenie ilości wydalanego moczu, który przybiera ciemny kolor, nadmierne pocenie, nudności, wymioty i duszność. We krwi obserwowany jest podwyższony poziom kinazy kreatyninowej, transaminaz, potasu, kreatyniny, dehydrogenazy mleczanowej, a także mioglobinurię i kwasicę.  
Nie jest znane leczenie specyficzne, a dostępne terapie obejmują leczenie wspomagające poprzez podawanie zwiększonych ilości płynów i wyrównywanie zaburzeń elektrolitowych, a w ciężkich przypadkach dializa. Zalecana jest także alkalizacja moczu przez podawanie wodorowęglanu sodu, co usprawnia wydalanie mioglobiny z moczem. 
Podejrzewa się, że za wywołanie objawów odpowiada spożycie mięsa skażonego nieustaloną, ale rozpuszczalną w tłuszczach, termostabilną toksyną wytwarzaną przez glony, która ulega akumulacji w łańcuchu pokarmowym  i jest spożywana w mięsie ryb poławianych w słodkowodnych, chłodnych jeziorach lub w stojącej wodzie zbiorników morskich. Pierwsze epidemie z regionu Morza Bałtyckiego łączono z rybami poławianymi w wodach, gdzie dochodziło do zakwitu sinic z rodzaju Anabaena. O wywoływanie choroby podejrzewana jest palytoksyna ze względu na obecność rabdomiolizy w przebiegu palitoksykozy. Najczęściej z wystąpieniem choroby wiązane jest spożycie węgorza, flądry i miętusa, w USA zachorowania były związane z rybą Buffalo, w Brazylii z rybami z rodzajów Seriola oraz Mycteroperca, w Japonii ryby Lactoria, a epidemie w Chinach wiąże się ze spożyciem raków. Stwierdzano także zachorowania po zjedzeniu mięsa szczupaków i łososi. Jako że zawodowi rybacy konsumują średnio dwukrotnie więcej produktów pochodzenia morskiego, można ich zaliczyć do grupy podwyższonego ryzyka zachorowania. 
Chorobę po raz pierwszy opisano jako Haffkrankheit podczas epidemii zatruć pokarmowych z objawami neurologicznymi w 1924 roku u osób przebywających w północnej części Zalewu Wiślanego, w okolicach Królewca, ale ogniska epidemiczne były odnotowywane także w innych regionach świata. W następnych latach obserwowano pojedyncze przypadki choroby, natomiast na przełomie lat 1932/1933 odnotowano ponad 1000 zachorowań w Prusach Wschodnich. W późniejszym okresie mniejsze epidemie odnotowywano m.in. w Szwecji oraz w Związku Radzieckim (od miejscowości będących ogniskami epidemii pochodzi alternatywna nazwa choroby: Yuksov-Sartlan), a w 1984 r. stwierdzono pierwszy przypadek na terenie Stanów Zjednoczonych (łącznie w latach 1980. i 1990. odnotowano 7 przypadków). Od 2000 r. kolejne epidemie odnotowuje się w Chinach. W Polsce od II wojny światowej do końca lat 2010. nie opisano ogniska epidemicznego, dopiero w 2025 r. stwierdzono 5 zachorowań w województwie pomorskim.